# Tel Quel
Tel Quel (französisch ‚wie es ist‘) ist eine literaturkritische Bewegung der 1960er und 1970er Jahre um die gleichnamige Zeitschrift.
1960 von Philippe Sollers und Jean-Edern Hallier gegründet, gewann die Zeitschrift mit literaturkritisch-avantgardistischem Profil schnell an Bedeutung. Wesentliche Begriffe des Poststrukturalismus nahmen hier in Veröffentlichungen von Michel Foucault, Jacques Derrida, Roland Barthes, Gérard Genette, Julia Kristeva u. a. Gestalt an.
Die Autoren von Tel Quel näherten sich der Sprache und den Zeichensystemen im Allgemeinen auf eine Art, die ihre „Ausdrucks- und Sinnpluralität nicht einschränkt, sondern diesen gerecht wird, da eine Befreiung des Denkens und Lebens ohne eine Befreiung der Sprache“ (Kuhn) nicht machbar sei. Die „gesellschaftliche Umwandlung“, so formuliert es Julia Kristeva in Die Revolution der poetischen Sprache, sei von der „sprachlichen nicht zu trennen“. Bei den Fragen der literarischen Praxis betont Kristeva, dass sie sich „auf einen politischen Horizont richten“ müssen, wobei „die Poesie … auf das Fundament dessen trifft, was die Ordnung bereithält: die Logik des Sprachsystems und das Staatsprinzip“. Somit ist die „poetische Sprache in der gesellschaftlichen Ordnung und gegen sie ...: letztes Mittel, sie zu verändern oder zu unterlaufen.“
Der „Kristeva-Gruppe“ und Tel Quel geht es um die Analyse herrschender Denkformen. Die Despotie der herrschenden Sprache und ihre Rigorosität, den Sinn festzulegen, werden offengelegt. Dabei bewegt sich die Programmatik der Zeitschrift im Laufe der Zeit zwischen apolitischem Ästhetizismus und kommunistischer Parteinahme. In den sprachkritischen Texten der Tel Quel zeichnen sich Methoden und Ziele der Dekonstruktion ab.
1982 erschien die Zeitschrift zum letzten Mal. Seitdem erscheint der Nachfolger L’Infini.

## Bibliografie
- Tel Quel: littérature, philosophie, science, politique. Paris: Ed. du Seuil 1960–1982.
- L’Infini: littérature, philosophie, art, science, politique. Publ. avec le concours du Centre National des Lettres. Paris: Gallimard 1983.

## Film
- Julia Kristeva. Dokumentation, Frankreich 2005, Regie: François Caillat. Erstausstrahlung: 2. Dezember 2005. arte